# 자크 오부컨

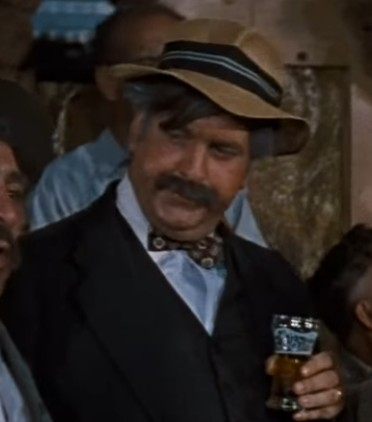

자크 오부션(Jacques Aubuchon, 1924년 10월 30일 ~ 1991년 12월 28일)은 미국의 배우, 텔레비전 배우이다.
우들랜드힐스에서 사망하였다.

## 영화
- 첩보원 0011 (1964년)
- 쉐기 독 (1959년)
- 썬더 로드 (1958년)
- 선셋 77번가 (1958년)
- 서부의 파라딘 (1957년)
- 페리 메이슨 (1957년)
- 딜론 보안관 (1955년)
- 은배 (1954년)
- 소 빅 (1953년)
- 서스펜스 (1949년)
- 스튜디오 원 (1948년)